# Bleeding Through
Bleeding Through — американская металкор группа из округа Ориндж в Южной Калифорнии. Образована в 1999 году.
Музыкальный стиль группы сочетает в себе элементы современного хардкор-панка, симфонического блэк-метала и мелодичного дэт-метала. Как правило, стиль коллектива определяется непосредственно как металкор, однако в одном из интервью Брэндан Шиппати заявил следующее: «Я считаю, мы хардкор-группа, но я бы никогда не сказал, что наш стиль — метал. Мы все — дети хардкора и вышли мы из хардкорной культуры. Наш стиль — вариант этого жанра, мы стараемся играть нечто, что разнообразило бы хардкор, который уже очень долго не меняет своего звучания».
Журнал Revolver упомянул Bleeding Through в числе восьми коллективов в обзорной статье «Future of Metal» (рус. Будущее метала). Журнал Spin в февральском номере 2004 года охарактеризовал выступления группы как «обязательные к просмотру».

## История

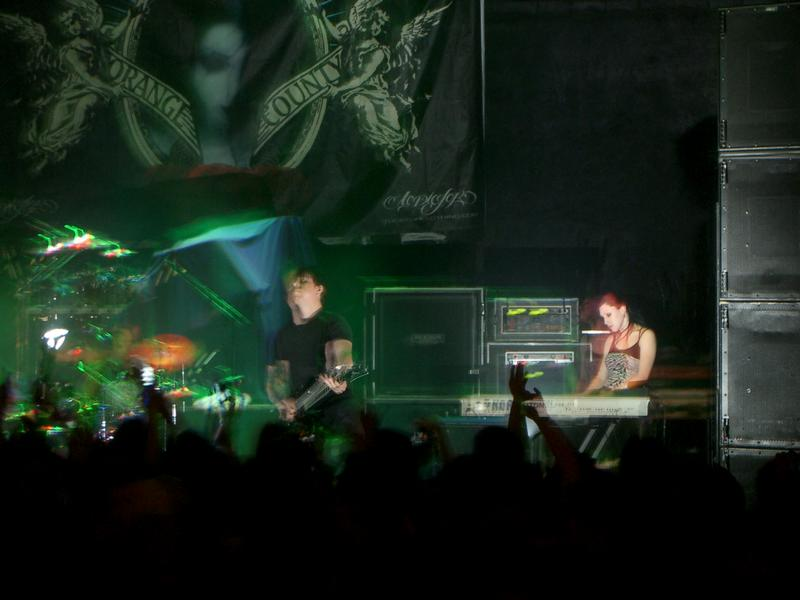
Bleeding Through на фестивале New England Metal and Hardcore Festival, 2005

Группа Bleeding Through была образована в 1999 году в городе Вудлэйк, штат Калифорния. дебютное выступление группы состоялось в рамках концерта групп Adamantium и Throwdown. C изменением состава группы (ухода Хавьера ван Хасса, одного из основателей коллектива, и появлением Марка Джексона) постепенно изменялся и стиль коллектива: понятие хардкора было расширено, и появились элементы дэт-метала. В 2000 году был выпущен демо-альбом коллектива.
В апреле 2001 года был записан первый студийный альбом Dust to Ashes. Релизу предшествовало появление в коллективе бас-гитариста Виджая Кумара и Молли Стрит (клавишные), что было весьма необычно для металкор-группы и привнесло в музыку новые элементы блэк-метала. В 2002 году был записан альбом Portrait of the Goddess, который отличался более точным и тонким исполнением, а также более профессиональной работой звукоинженеров.
В 2003 году, после заключения контракта с Trustkill Records выходит третий альбом группы This Is Love, This Is Murderous, что позволило коллективу выйти на общенациональный уровень и играть на «разогреве» у AFI во время их тура по США. В целом, альбом получил положительную оценку критиков и на данный момент является самым успешным проектом группы с объёмом продаж в 125 000 копий. Переизданный в 2005 году альбом включал три дополнительных композиции («Revenge I Seek», «Rise» и «Our Enemies»), два музыкальных клипа и десятиминутный документальный ролик.

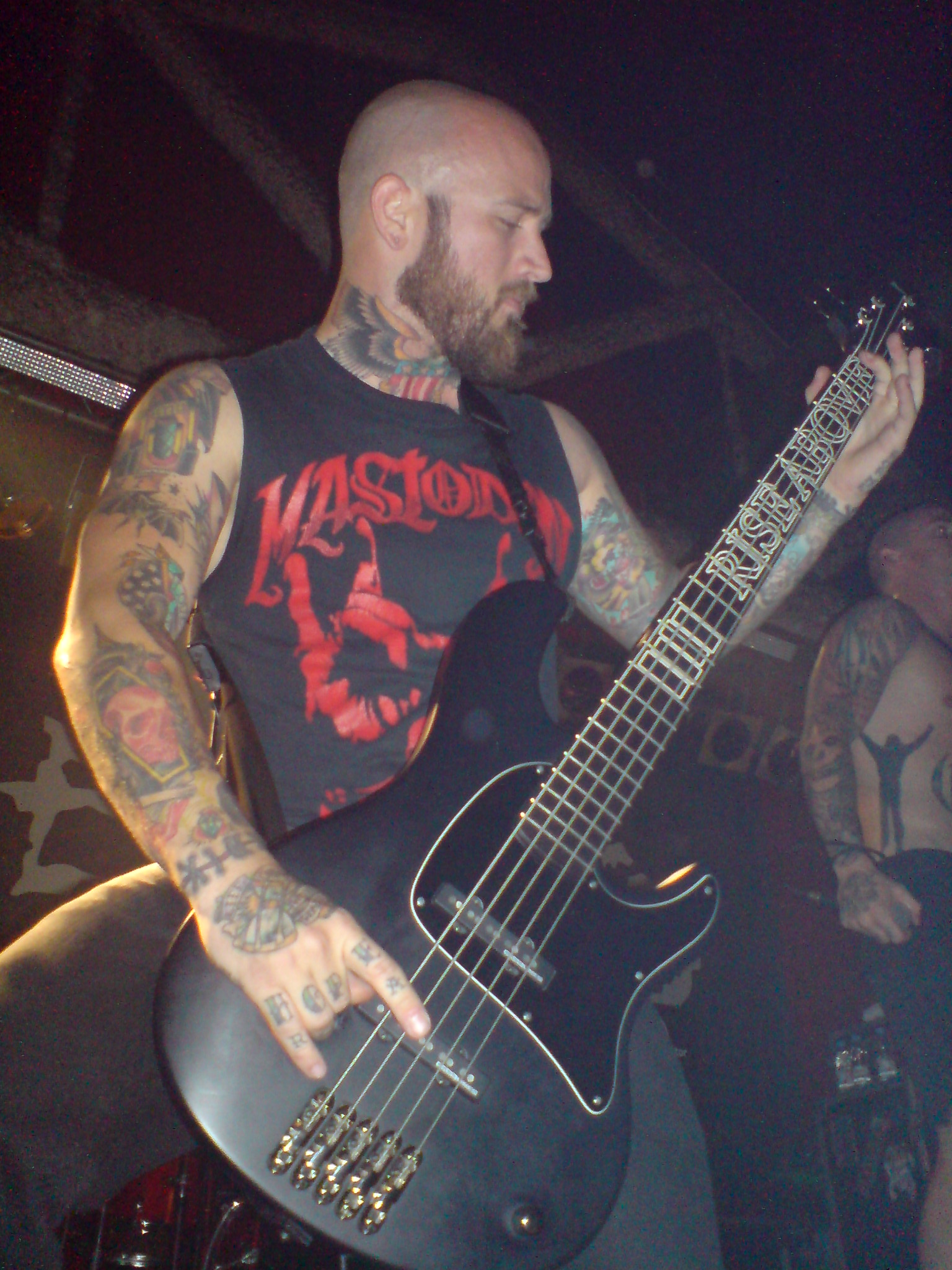
Райан Вомбахер. Барселона, 2009

10 января 2006 года был записан альбом The Truth, занявший в чарте Billboard 200 48-е место и 1-е в Top Independent Albums. В 2007 группа выступала в рамках летних туров Slayer и Мэрилин Мэнсона, а осенью открывала выступления HIM в США и Канаде. 2007 год завершился для Bleeding Through сольными концертами в Нью-Йорке 1 и 2 декабря.
В марте 2008 года музыканты объявили о выходе своего пятого студийного альбома Declaration, посвящённого тяготам нахождения вдали от родного дома. Лидер группы Брэндан Шиппати в мае 2008 рассказал в интервью журналу Revolver: «Определённо, есть такие места, где мы бываем, что, когда мы туда приезжаем, постоянно хочется спросить: „Какого хрена нам здесь нужно?“ Так бывает во Франции, когда мы ни с того ни с сего понимаем, что абсолютно никому не нужны.» Альбом Declaration записывался в апреле и мае 2008 года в Ванкувере под руководством продюсера Девина Таунсенда.
В апреле и мае 2009 года Bleeding Through совместно с Darkest Hour возглавили европейское турне Thrash and Burn European Tour 2009. В этом же году прошёл организованный коллективом The Declaration Tour. В июне 2009 года вследствие разногласий со студией Trustkill Records группа подписала контракт с Rise Records, а в октябре было официально объявлено о начале записи нового альбома под новым лейблом.
13 апреля 2010 года состоялся релиз альбома Bleeding Through, выпущенного в Северной Америке лейблом Rise Records, а глобально — Roadrunner Records. В поддержку альбома группой был организован тур по Европе, Австралии и Японии, который проходил в первой половине 2010 года. После ряда совместных с другими коллективами туров по США осенью 2010 года было объявлено о записи нового альбома Bleeding Through во второй половине 2011.
8 августа 2014 года группа объявила о распаде. Перед этим они отправятся в прощальный тур по Северной Америке, Европе и Австралии.
6 апреля 2018 года, спустя 5 лет после распада, группа анонсировала свой новый альбом «Love Will Kill All», который выйдет 25 мая на лейбле SharpTone Records.
7 апреля 2018 года группа выпустила сингл «Set Me Free».

## Состав
| Текущий состав - Брэндан Шиппати — ведущий вокал (1999—2014; 2018-настоящее время) - Дерек Янгсма — ударные (2001—2014; 2018-настоящее время) - Брайан Леппке — ритм-гитара (2001—2014; 2018-настоящее время), соло-гитара (2018—2021) - Марта Петерсон — клавишные (2003—2014; 2018-настоящее время) - Брэндан Рихтетр — соло-гитара, бэк-вокал (2021-настоящее время; концретный участник в 2019—2021) - Райан Блумфилд — бас-гитара (2021-настоящее время; концертный участник в 2019—2021) Бывшие участники - Скотт Дэноу — соло-гитара (1999—2007; 2013—2014) - Хавьер Ван Хасс — ритм-гитара (1999) - Марк Джексон — бас-гитара (1999—2000) - Чад Тафолла — ритм-гитара (1999—2001), бас-гитара (1999) - Трой Борн — ударные (1999—2001) - Виджай Кумар — бас-гитара (2000—2002) - Молли Стрит — клавишные (2000—2003) - Райан Вомбачер — бас-гитара, бэк-вокал (2002—2014; 2018—2021; перерыв 2019—2021) - Джона Вайнхофен — соло-гитара, бэк-вокал (2007—2009) - Дэйв Несси — соло-гитара (2009—2014) | Гастрольный состав - Мик Моррис (Eighteen Visions) — бас-гитара (2001—2002) - Патрик Джадж (Demon Hunter) — гитара (заменял Брайана Леппке в 2009) - Мик Кенни (Anaal Nathrakh) — гитара (заменял Брайана Леппке в 2010) - Марк Гарца (The Famine) — ударные (2010) Приглашённые музыканты - Джон Петтибоун (Himsa) (композиция «Rise» из альбома Portrait of the Goddess) - М. Шэдоуз и Синистер Гейтс (Avenged Sevenfold) (композиция «Savior, Saint, Salvation» из альбома Portrait of the Goddess) - Райан Дауни (Die Die My Darling, Burn It Down) (композиция «City of the Condemned» из альбома This Is Love, This Is Murderous) - Ник 13 (Tiger Army) (композиция «Dearly Demented» из альбома The Truth) - Бен Фолгоуст (Soilent Green) (композиция «For Love and Failing» из альбома The Truth) - Тим Ламбесис (As I Lay Dying) (композиция «Declaration» из альбома Declaration) - Дэйв Несси (No Use For A Name) (гитарное соло в композиции «Beneath The Grey» из альбома Declaration) |

## Дискография

### Студийные альбомы
| Год  | Альбом                          | Лейбл                   | Позиция в чарте | Позиция в чарте | Позиция в чарте |
| Год  | Альбом                          | Лейбл                   | US              | US Indie        | UK              |
| ---- | ------------------------------- | ----------------------- | --------------- | --------------- | --------------- |
| 2001 | Dust to Ashes                   | Prime Directive Records | —               | —               | —               |
| 2002 | Portrait of the Goddess         | Indecision Records      | —               | —               | —               |
| 2003 | This Is Love, This Is Murderous | Trustkill Records       | —               | 43              | —               |
| 2006 | The Truth                       | Trustkill Records       | 48              | 1               | 153             |
| 2008 | Declaration                     | Trustkill Records       | 104             | 16              | —               |
| 2010 | Bleeding Through                | Rise Records            | 143             | 21              | —               |
| 2012 | The Great Fire                  | Rise Records            | —               | —               | —               |
| 2018 | Love Will Kill All              | SharpTone Records       | —               | —               | —               |

### DVD
- This Is Live, This Is Murderous (15 июня 2004, Kung Fu Records)
- Wolves Among Sheep (15 ноября 2005, Trustkill Records)

### В сборниках
- MTV2 Headbangers Ball: The Revenge — «Kill To Believe»
- The Best of Taste of Chaos — «On Wings of Lead»
- The Best of Taste of Chaos Two. — «Love In Slow Motion»
- Bring You To Your Knees|Bring You To Your Knees: A Tribute to Guns N' Roses — «Rocket Queen»
- Threat: Music That Inspired The Movie — «Number Seven With A Bullet»
- Threat: Original Motion Picture Soundtrack (Саундтрек) — «Number Seven With A Bullet»
- Amp Magazine Presents: Volume 1: Hardcore
- Blood, Sweat & Ten Years — «On Wings Of Lead» and «Love Lost In A Hale Of Gunfire»
- MTV2 Headbangers Ball, Vol. 2 — «Love Lost in a Hail of Gunfire»
- Fighting Music 2
- Our Impact Will Be Felt: A Tribute to Sick of It All — «We Want The Truth»
- Trustkill Takeover, Vol. II — «One Last Second»
- 2005 Warped Tour Compilation — «Love Lost in a Hail of Gunfire»
- Punk Goes '90s — «Stars» — Hum Cover
- Black on Black: A Tribute to Black Flag — «My War»
- Metal Hammer 204 — «Anti-Hero»

Музыкальные видео
- «Our Enemies» (раритетный релиз)
- «On Wings Of Lead»
- «Love Lost In A Hale Of Gunfire»
- «Kill To Believe»
- «Line In The Sand»
- «Love In Slow Motion»
- «Death Anxiety»
- «Germany»
- «Anti-Hero»